# Albuca
Albuca är ett släkte av sparrisväxter. Albuca ingår i familjen sparrisväxter.

## Bildgalleri

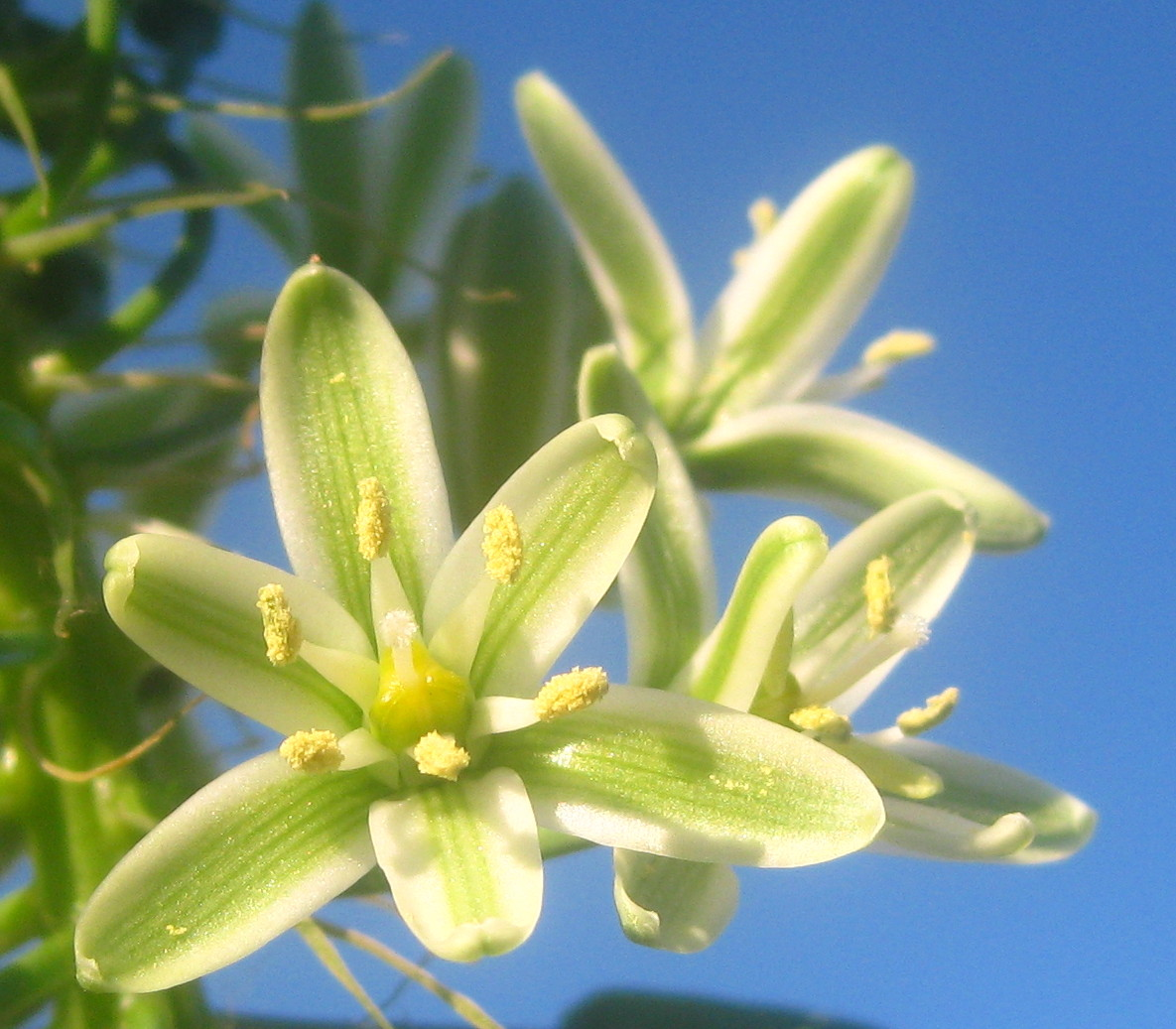
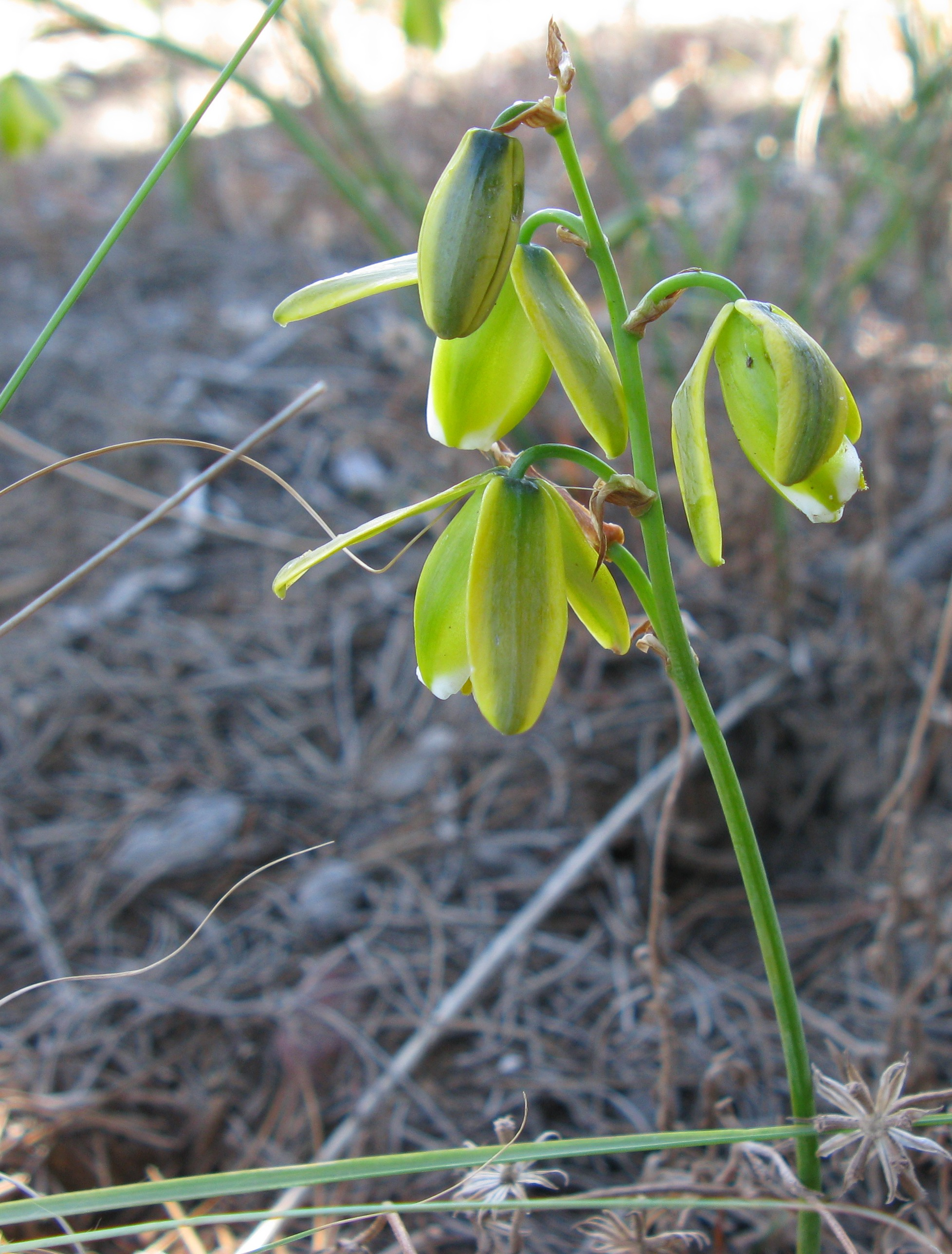
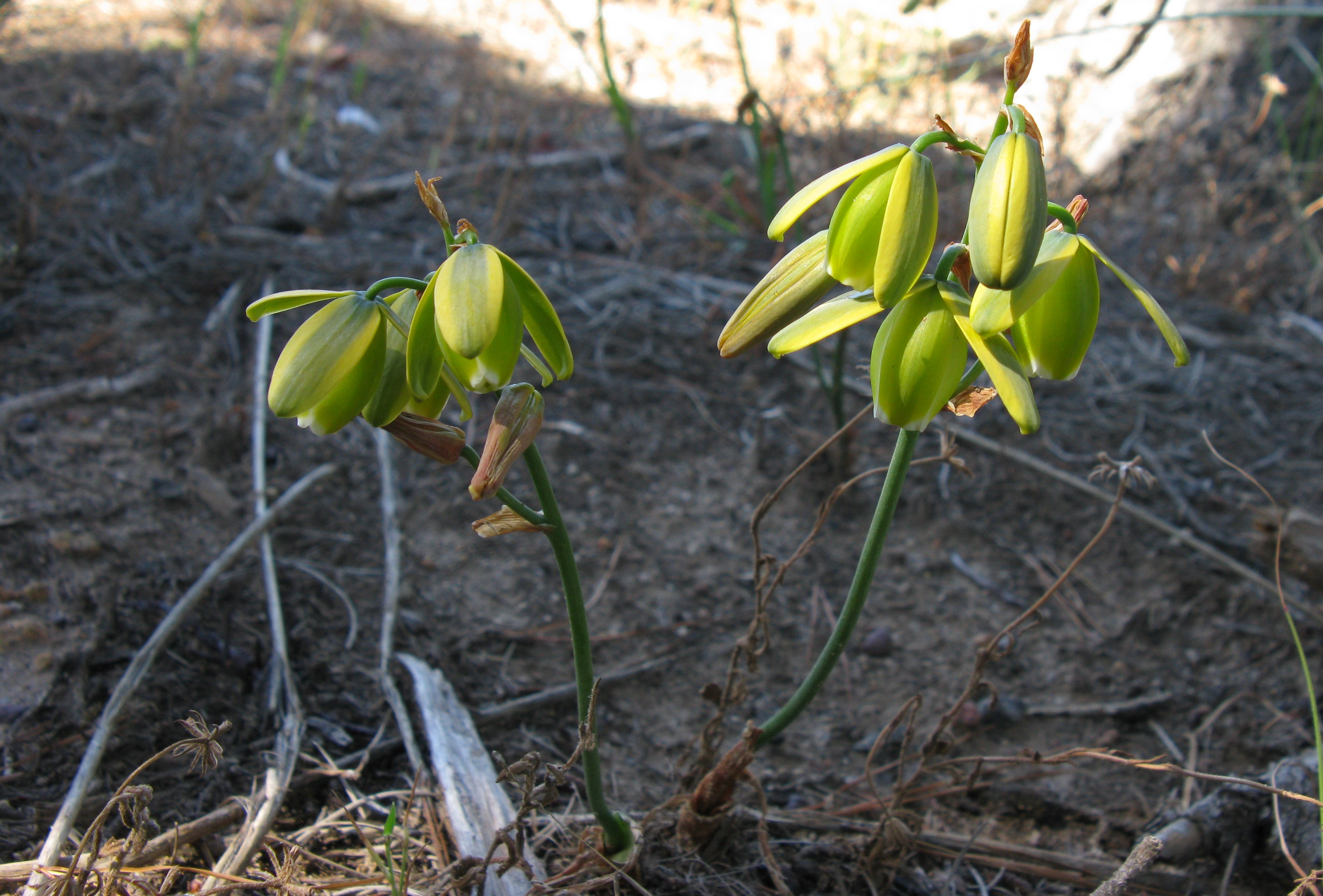
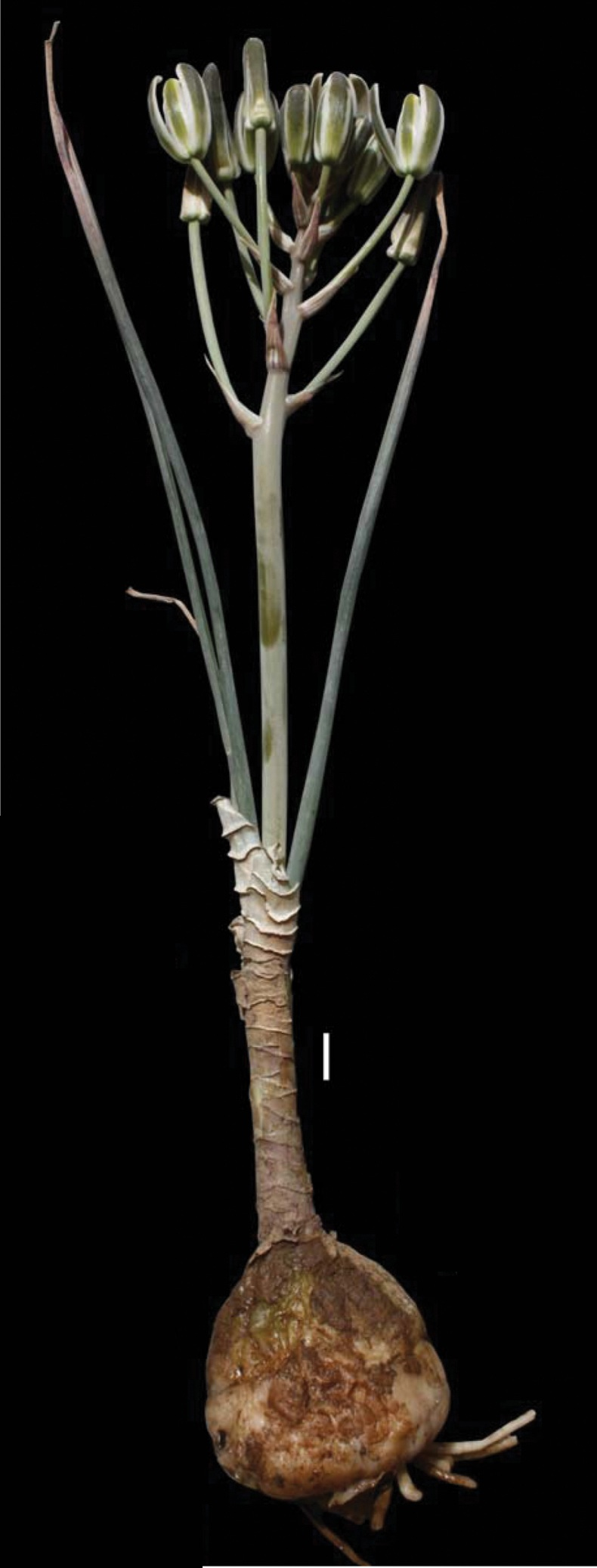
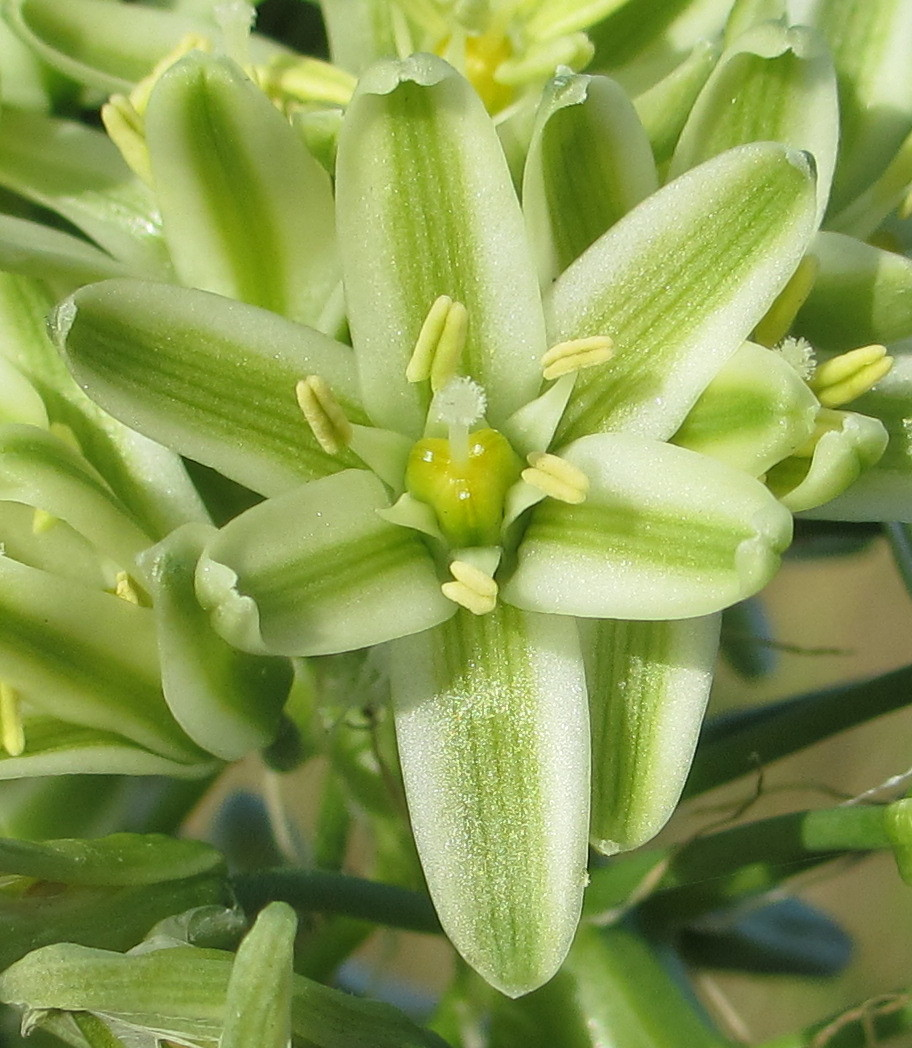
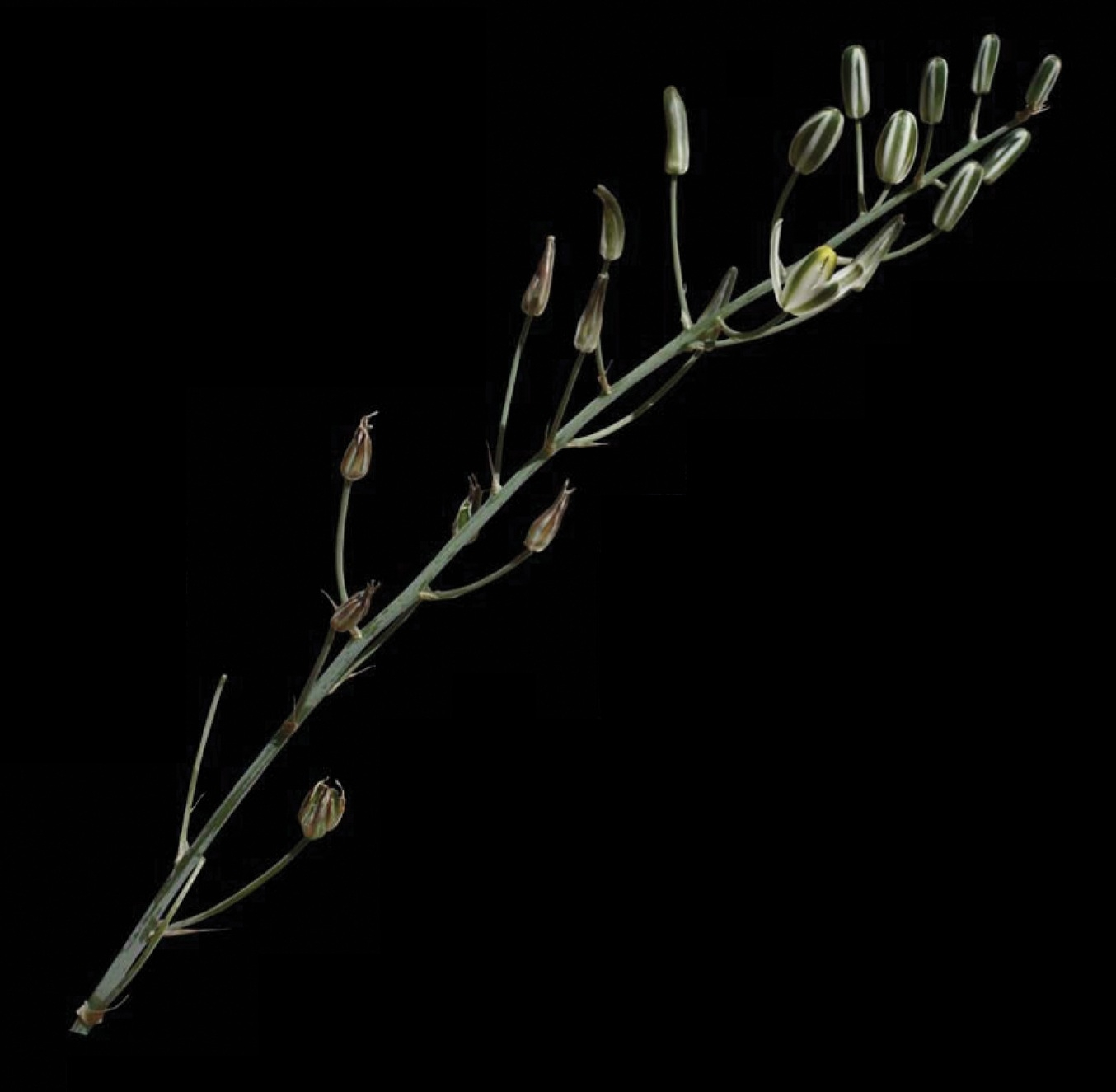
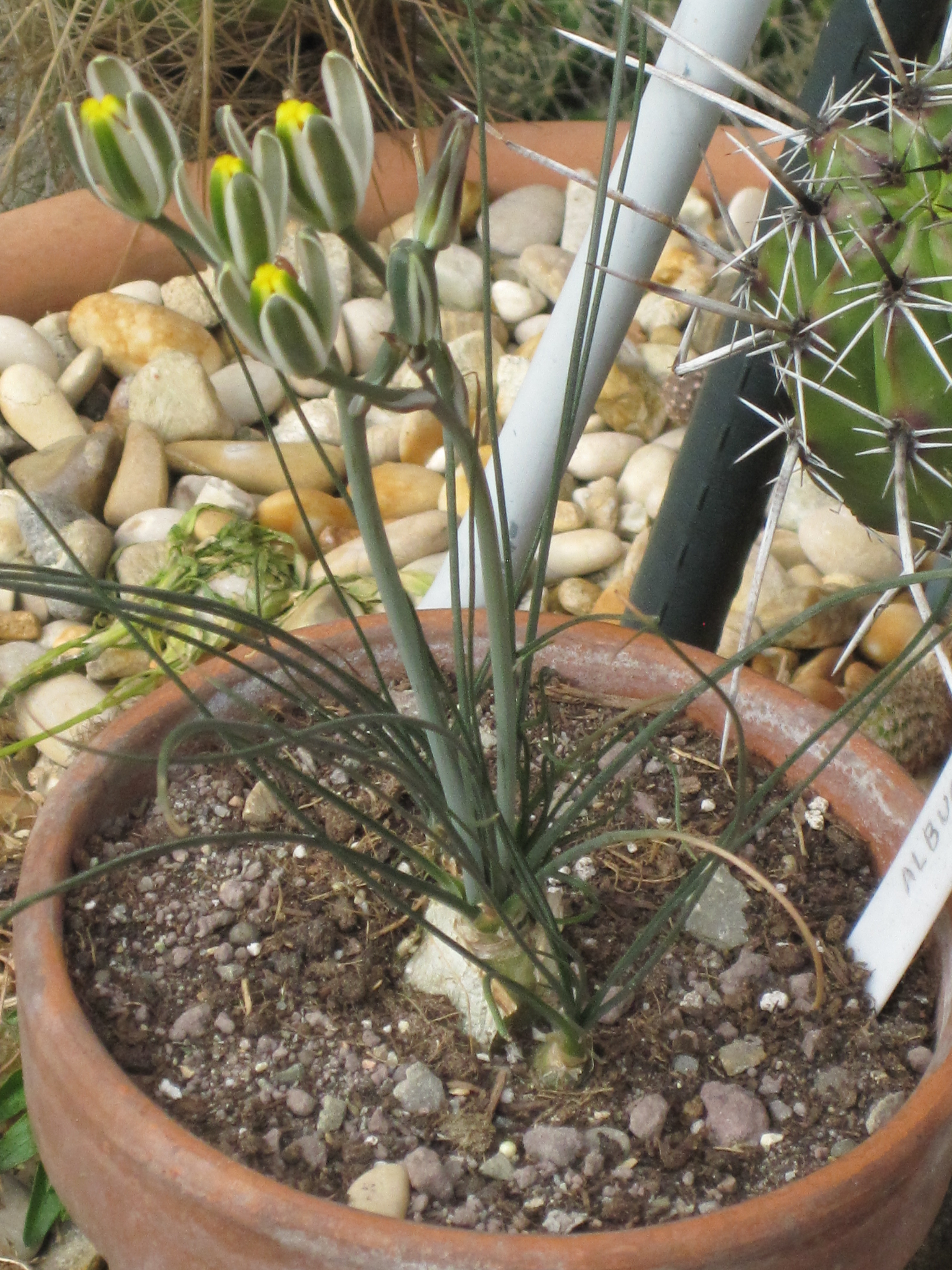
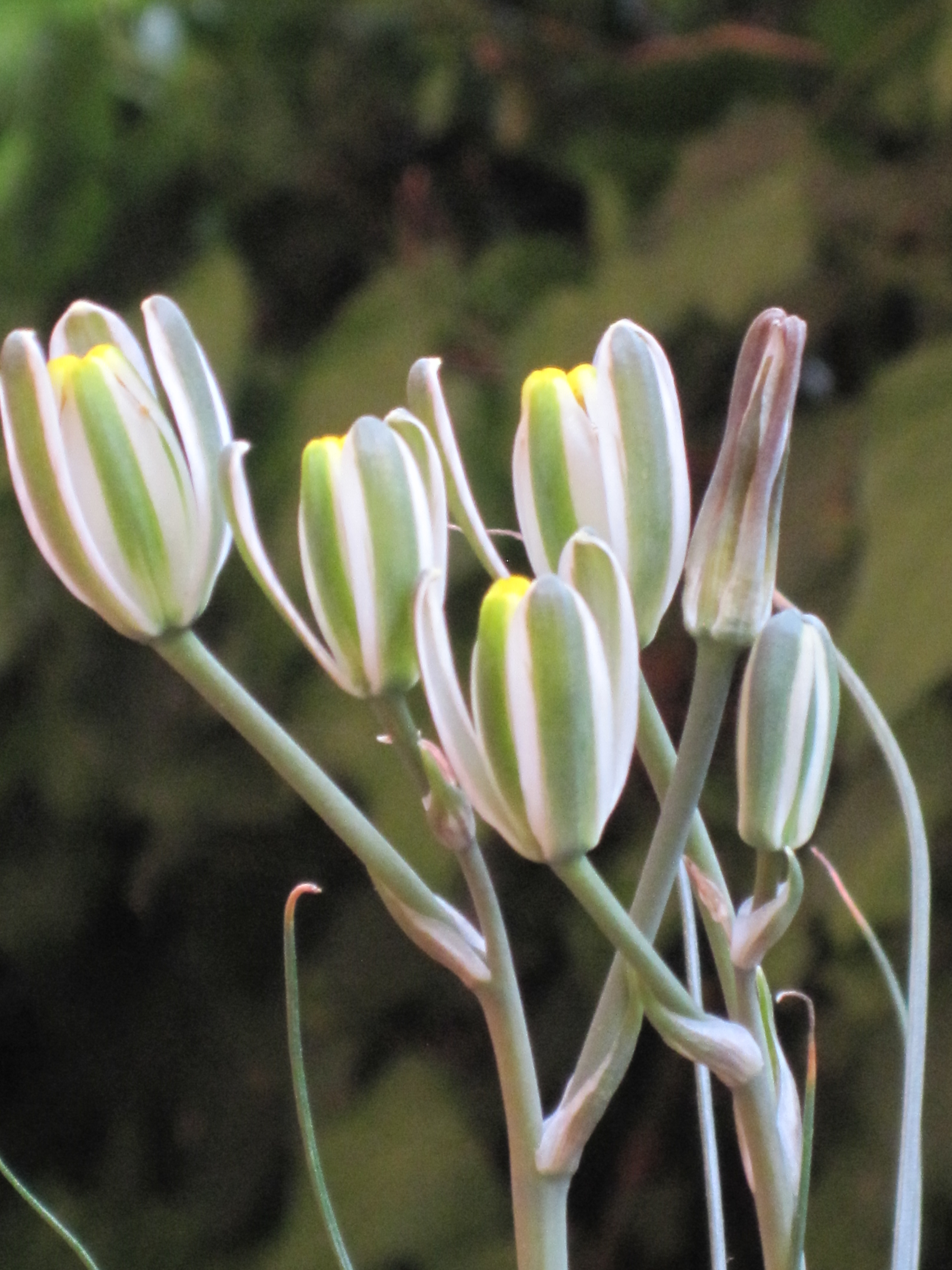

## Dottertaxa tillAlbuca, i alfabetisk ordning[1]
- Albuca abyssinica
- Albuca acuminata
- Albuca adlami
- Albuca albucoides
- Albuca amboensis
- Albuca amoena
- Albuca arenosa
- Albuca aurea
- Albuca autumnula
- Albuca barbata
- Albuca batteniana
- Albuca bifolia
- Albuca bifoliata
- Albuca boucheri
- Albuca bracteata
- Albuca bruce-bayeri
- Albuca buchananii
- Albuca canadensis
- Albuca candida
- Albuca caudata
- Albuca chlorantha
- Albuca ciliaris
- Albuca clanwilliamae-gloria
- Albuca collina
- Albuca concordiana
- Albuca consanguinea
- Albuca cooperi
- Albuca corymbosa
- Albuca costatula
- Albuca cremnophila
- Albuca crinifolia
- Albuca crispa
- Albuca crudenii
- Albuca dalyae
- Albuca darlingana
- Albuca decipiens
- Albuca deserticola
- Albuca dilucula
- Albuca dinteri
- Albuca donaldsonii
- Albuca dyeri
- Albuca echinosperma
- Albuca engleriana
- Albuca etesiogaripensis
- Albuca fastigiata
- Albuca fibrotunicata
- Albuca flaccida
- Albuca foetida
- Albuca fragrans
- Albuca gageoides
- Albuca galeata
- Albuca garuensis
- Albuca gentilii
- Albuca gethylloides
- Albuca glandulifera
- Albuca glandulosa
- Albuca glauca
- Albuca glaucifolia
- Albuca goswinii
- Albuca grandis
- Albuca hallii
- Albuca hereroensis
- Albuca hesquaspoortensis
- Albuca homblei
- Albuca humilis
- Albuca juncifolia
- Albuca karachabpoortensis
- Albuca karasbergensis
- Albuca karooica
- Albuca katangensis
- Albuca kirkii
- Albuca kirstenii
- Albuca knersvlaktensis
- Albuca kundelungensis
- Albuca leucantha
- Albuca longifolia
- Albuca longipes
- Albuca macowanii
- Albuca malangensis
- Albuca massonii
- Albuca monarchos
- Albuca monophylla
- Albuca myogaloides
- Albuca namaquensis
- Albuca nana
- Albuca nathoana
- Albuca navicula
- Albuca nelsonii
- Albuca nigritana
- Albuca obtusa
- Albuca osmynella
- Albuca ovata
- Albuca papyracea
- Albuca paradoxa
- Albuca paucifolia
- Albuca pearsonii
- Albuca pendula
- Albuca pendulina
- Albuca pentheri
- Albuca polyodontula
- Albuca polyphylla
- Albuca prasina
- Albuca prolifera
- Albuca psammophora
- Albuca pulchra
- Albuca rautanenii
- Albuca riebeekkasteelberganula
- Albuca robertsoniana
- Albuca rogersii
- Albuca roodeae
- Albuca rupestris
- Albuca sabulosa
- Albuca scabrocostata
- Albuca scabromarginata
- Albuca schinzii
- Albuca schlechteri
- Albuca schoenlandii
- Albuca secunda
- Albuca seineri
- Albuca semipedalis
- Albuca setosa
- Albuca shawii
- Albuca somersetianum
- Albuca spiralis
- Albuca stapffii
- Albuca steudneri
- Albuca stricta
- Albuca strigosula
- Albuca stuetzeliana
- Albuca suaveolens
- Albuca subglandulosa
- Albuca subspicata
- Albuca sudanica
- Albuca tenuifolia
- Albuca tenuis
- Albuca thermarum
- Albuca tortuosa
- Albuca toxicaria
- Albuca trachyphylla
- Albuca tubiformis
- Albuca unifolia
- Albuca unifoliata
- Albuca variegata
- Albuca watermeyeri
- Albuca weberlingiorum
- Albuca villosa
- Albuca virens
- Albuca viscosa
- Albuca vittata
- Albuca volubilis
- Albuca xanthocodon
- Albuca yerburyi
- Albuca zebrina
- Albuca zenkeri